# Solaster torulatus
Solaster torulatus är en sjöstjärneart som beskrevs av Percy Sladen 1889. Solaster torulatus ingår i släktet Solaster och familjen solsjöstjärnor.
Artens utbredningsområde är havet kring Nya Zeeland. Inga underarter finns listade i Catalogue of Life.